# Norgesmesterskabet i boksning 1920
Norgesmesterskabet i boksning 1920 blev arrangeret af Bokseforbundet ved
Brage
20-21. marts i Cirkus/Verdensteatret, Trondhjem.
To nye vægtklasser blev introduceret (fluevægt og weltervægt) og vægtgrænserne blev sat i overensstemmelse med de internationale vægtgrænser.

## Medaljevindere
Johan Sæterhaug vandt Kongepokalen i letvægt. Johannes Røhme vandt
brugsejers Huitfeldts præmie. Peder Kjellberg vandt Trondhjem Skøiteklubs præmie. 
Louis Darbo vandt Brage's medlemmers præmie.

### Herrer
| Vægtklasse: | Guld:                      | Sølv:                    | Bronze:             |
| Fluevægt    | Peder Kjellberg, Turnf.    | Arne Knardahl, KAK       | Finn Finsen, Ørnulf |
| Bantam      | Louis Darbo, KAK           | H. Nygaard, Ørnulf       | H. Holth, Rollo     |
| Fjervægt    | Arthur Olsen, BAK          | Filip Olsen, Fredrikstad | R. Winther, Turnf.  |
| Letvægt     | Johan Sæterhaug, Brage     | Nils Jensen, BAK         | R. Johansen, KAK    |
| Weltervægt  | Aage Steen, Brage          | Walseth, BAK             |                     |
| Mellemvægt  | Johannes Røhme, Brage      | Einar Gulbrandsen, Vika  | Arne Ingdahl, Brage |
| Letsværvægt | Sverre Sørsdal, ABC        | Clausen, Brage           | Eduartsen, Larvik   |
| Sværvægt    | Johan Fog Clementz, Tjalve | Hoffmann, Ørnulf         | K. Olsen, Brage     |